# Supercoupe d'Espagne de football 2019-2020
Navigation
Édition précédente Édition suivante
La Supercoupe d'Espagne de football 2019-2020 est une compétition de football opposant les deux finalistes de la Coupe d'Espagne et les deux meilleures équipes du championnat 2018-2019 (FC Barcelone, Valence CF, Atlético de Madrid et Real Madrid). Il s'agit de la 36e édition de ce trophée. C'est la première fois que cette compétition se dispute dans un format à quatre équipes.
Tous les matchs se déroulent au Stade Roi-Abdallah de Djeddah.
La finale de la Supercoupe a lieu le 12 janvier 2020.

## Format
En février 2019, la Fédération espagnole de football annonce que le format de la compétition est modifié. Le trophée se dispute désormais dans un format à quatre équipes. La compétition se déroule pendant trois éditions en Arabie saoudite.
Les équipes qualifiées sont les deux finalistes de la Coupe d'Espagne 2018-2019 et les deux équipes les mieux classées du championnat qui ne se seraient pas qualifiées à travers la Coupe d'Espagne. Un tirage au sort détermine les affrontements des demi-finales.
La première demi-finale se dispute le 8 janvier 2020, la deuxième, le 9 janvier et la finale le 12 janvier.
Le tirage au sort a lieu le 11 novembre 2019.

## Participants
Les quatre clubs qualifiés pour la Supercoupe sont :
| Club               | Qualifié en tant que                                                      |
| ------------------ | ------------------------------------------------------------------------- |
| Valence CF         | Vainqueur de la Coupe d'Espagne 2018-2019                                 |
| FC Barcelone       | Champion d'Espagne 2018-2019 et finaliste de la Coupe d'Espagne 2018-2019 |
| Atlético de Madrid | Vice-champion d'Espagne 2018-2019                                         |
| Real Madrid        | 3e du Championnat d'Espagne 2018-2019                                     |

## Compétition
|  | Demi-finales       | Demi-finales       |             |       | Finale              | Finale              |
|  | Demi-finales       | Demi-finales       |             |       | Finale              | Finale              |
|  |                    |                    |             |       |                     |                     |
|  | 8 janvier, Djeddah | 8 janvier, Djeddah |             |       | 12 janvier, Djeddah | 12 janvier, Djeddah |
|  | 8 janvier, Djeddah | 8 janvier, Djeddah |             |       | 12 janvier, Djeddah | 12 janvier, Djeddah |
|  | Valence CF         | 1                  |             |       | 12 janvier, Djeddah | 12 janvier, Djeddah |
|  | Valence CF         | 1                  |             |       | 12 janvier, Djeddah | 12 janvier, Djeddah |
|  | Real Madrid        | 3                  |             |       | 12 janvier, Djeddah | 12 janvier, Djeddah |
|  | Real Madrid        | 3                  | Real Madrid | 0 (4) |                     |                     |
|  | 9 janvier, Djeddah |                    | Real Madrid | 0 (4) |                     |                     |
|  |                    | Atlético de Madrid | 0 (1)       |       |                     |                     |
|  | FC Barcelone       | Atlético de Madrid | 0 (1)       | 2     |                     |                     |
|  | FC Barcelone       |                    |             | 2     |                     |                     |
|  | Atlético de Madrid | 3                  |             |       |                     |                     |
|  | Atlético de Madrid | 3                  |             |       |                     |                     |

### Demi-finales
| Match 1                      | Valence CF          | 1 - 3   | Real Madrid                       | Stade Roi-Abdallah, Djeddah                        |                                                    |
| 8 janvier 2020 22:00 (UTC+3) | Parejo 90+2e (pen.) | (0 - 2) | 15e Kroos · 39e Isco · 65e Modrić | Spectateurs : 40 877 Arbitrage : Jesús Gil Manzano | Spectateurs : 40 877 Arbitrage : Jesús Gil Manzano |
| 8 janvier 2020 22:00 (UTC+3) | Rapport             |         |                                   | Spectateurs : 40 877 Arbitrage : Jesús Gil Manzano | Spectateurs : 40 877 Arbitrage : Jesús Gil Manzano |

| Match 2                      | FC Barcelone              | 2 - 3   | Atlético de Madrid                        | Stade Roi-Abdallah, Djeddah                                  |                                                              |
| 9 janvier 2020 22:00 (UTC+3) | Messi 51e · Griezmann 62e | (0 - 0) | 46e Koke · 81e (pen.) Morata · 86e Correa | Spectateurs : 58 410 Arbitrage : José Luis González González | Spectateurs : 58 410 Arbitrage : José Luis González González |
| 9 janvier 2020 22:00 (UTC+3) | Rapport                   |         |                                           | Spectateurs : 58 410 Arbitrage : José Luis González González | Spectateurs : 58 410 Arbitrage : José Luis González González |

### Finale
| Match 3                       | Real Madrid                                | 0 - 0                 | Atlético de Madrid       | Stade Roi-Abdallah, Djeddah                                  |                                                              |
| 12 janvier 2020 21:00 (UTC+3) |                                            | (0 - 0, 0 - 0, 0 - 0) |                          | Spectateurs : 59 053 Arbitrage : José María Sánchez Martínez | Spectateurs : 59 053 Arbitrage : José María Sánchez Martínez |
| 12 janvier 2020 21:00 (UTC+3) | Rapport                                    |                       |                          | Spectateurs : 59 053 Arbitrage : José María Sánchez Martínez | Spectateurs : 59 053 Arbitrage : José María Sánchez Martínez |
| 12 janvier 2020 21:00 (UTC+3) | Carvajal · Rodrygo · Modrić · Sergio Ramos | Tirs au but 4 - 1     | Saúl · Partey · Trippier | Spectateurs : 59 053 Arbitrage : José María Sánchez Martínez | Spectateurs : 59 053 Arbitrage : José María Sánchez Martínez |

| Real Madrid | Atlético Madrid |

| G               | 13 | Thibaut Courtois  |            |      |
| D               | 2  | Dani Carvajal     | 115e       |      |
| D               | 5  | Raphaël Varane    |            |      |
| D               | 4  | Sergio Ramos (c)  |            |      |
| D               | 23 | Ferland Mendy     | 90+2e      |      |
| M               | 14 | Casemiro          |            |      |
| M               | 15 | Federico Valverde | 111e, 115e |      |
| M               | 8  | Toni Kroos        |            | 103e |
| M               | 10 | Luka Modrić       | 90+3e      |      |
| M               | 22 | Isco              |            | 60e  |
| A               | 18 | Luka Jović        |            | 83e  |
| Remplaçants :   |    |                   |            |      |
| G               | 1  | Alphonse Areola   |            |      |
| D               | 3  | Éder Militão      |            |      |
| D               | 12 | Marcelo           |            |      |
| M               | 16 | James Rodríguez   |            |      |
| A               | 24 | Mariano           |            | 83e  |
| A               | 25 | Vinícius Júnior   |            | 103e |
| A               | 27 | Rodrygo           |            | 60e  |
| Entraîneur :    |    |                   |            |      |
| Zinedine Zidane |    |                   |            |      |

| G             | 13 | Jan Oblak (c)    |      |      |
| D             | 23 | Kieran Trippier  |      |      |
| D             | 18 | Felipe           | 27e  |      |
| D             | 2  | José Giménez     | 111e | 98e  |
| D             | 12 | Renan Lodi       |      | 89e  |
| M             | 10 | Ángel Correa     | 115e |      |
| M             | 5  | Thomas Partey    | 74e  |      |
| M             | 16 | Héctor Herrera   |      | 56e  |
| M             | 8  | Saúl             |      |      |
| A             | 9  | Álvaro Morata    |      |      |
| A             | 7  | João Félix       |      | 101e |
| Remplaçants : |    |                  |      |      |
| G             | 1  | Antonio Adán     |      |      |
| D             | 4  | Santiago Arias   |      | 101e |
| D             | 15 | Stefan Savić     | 115e | 98e  |
| D             | 22 | Mario Hermoso    |      |      |
| M             | 14 | Marcos Llorente  |      | 89e  |
| M             | 20 | Vitolo           |      | 56e  |
| M             | 32 | Rodrigo Riquelme |      |      |
| Entraîneur :  |    |                  |      |      |
| Diego Simeone |    |                  |      |      |